# Waimanu River
Waimanu River är ett vattendrag i Fiji.   Det ligger i divisionen Centrala divisionen, i den östra delen av landet, 16 km nordost om huvudstaden Suva. Waimanu River ligger på ön Viti Levu.